# Shanbeh
Shanbeh (persiska: شَمبَ, چَمبِه, شنبه, شَمبِه) är en ort i Iran.   Den ligger i provinsen Bushehr, i den centrala delen av landet, 800 km söder om huvudstaden Teheran. Shanbeh ligger 56 meter över havet och antalet invånare är 2 414.
Terrängen runt Shanbeh är varierad.Runt Shanbeh är det glesbefolkat, med 15 invånare per kvadratkilometer. Shanbeh är det största samhället i trakten. Trakten runt Shanbeh är ofruktbar med lite eller ingen växtlighet.